# Tommy Franks
Tommy Ray Franks, geboren als Tommy Ray Bentley (17 juni, 1945) is een Amerikaanse generaal buiten dienst. Hij was van 2000 t/m 2003 Opperbevelhebber van het US Central Command (CENTCOM), hij was ook de Bevelhebber van de Amerikaanse strijdkrachten in de Oorlog in Irak.

## Achtergrond
Tommy Ray Bentley werd geboren in  Wynnewood, Oklahoma. Hij werd geadopteerd door Ray en Lorene Parker Franks. Hij bracht zijn jeugd en schooltijd door in Midland, Texas.

## Militaire loopbaan
Hij studeerde aan de Universiteit van Texas, maar stopte voortijdig met zijn studie. Franks komt in 1967 bij het leger als artillerie officier en dient een korte tijd in Vietnam. Hij vertrok een korte periode uit het leger en behaalde een graad in bedrijfseconomie. Daarna verbleef hij een tijdlang in Duitsland. Hierna vervolgt hij zijn tour of duty in het Pentagon, waar hij in 1976 begint als inspecteur. Daarna haalt hij nog een Masters aan de universiteit van Shippensburg, en leidt troepen in respectievelijk Duitsland en Korea. In 1997 werd hij gepromoveerd tot Luitenant-generaal en werd bevelhebber van het 3de Leger. Tussen 2000 en 2003 vervulde Franks de functie van Opperbevelhebber van het US Central Command (CENTCOM) en op 7 juli 2003 verliet Franks actieve dienst. Minister van Defensie Rumsfeld had hem nog benaderd om Stafchef van het Amerikaanse Leger te worden, maar Franks weigerde dat. 
Tommy Franks woont in Roosevelt, Oklahoma, samen met zijn vrouw Cathy en hun enige dochter.

### Rang
- Second Lieutenant: 1967
- First Lieutenant: 1968
- Captain: 1969
- Major:
- Lieutenant Colonel:
- Colonel:
- Brigadier General: 1991
- Major General:
- Lieutenant General: 1997
- General: 2000

## Decoraties
- Aircraft Crewmember's Badge
- Army Staff Identification Badge
- Defense Distinguished Service Medal with 2 Oak Leaf Clusters (3 ×)
- Army Distinguished Service Medal with 1 Oak Leaf Cluster (2 ×)
- Legion of Merit with 2 Oak Leaf Clusters(3 ×)
- Bronze Star with Valor Device and 4 Oak Leaf Clusters (5 ×)
- Purple Heart with 2 Oak Leaf Cluster (3 ×)
- Meritorious Service Medal with 5 Oak Leaf Clusters (7 ×)
- Air Medal with Valor Device and award numeral 9 (9 ×)
- Army Commendation Medal with Valor Device
- Achievement Medal with 1 Oak Leaf Cluster (2 ×)
- National Defense Service Medal with Service Star (2 ×)
- Vietnam Service Medal with two bronze campaign stars (3 ×)
- Southwest Asia Service Medal with two bronze campaign stars (3 ×)
- Army Service Ribbon
- Army Overseas Service Ribbon with award numeral 2
- Kruis voor Dapperheid (Vietnam)
- Civil Actions Medal
- Vietnam Campaign Medal
- Kuwait Liberation Medal (Saudi Arabia)
- Kuwait Liberation Medal (Koeweit)
- Presidential Medal of Freedom
- Ridder Commandeur in de Orde van het Britse Rijk op 25 mei 2004[1]